# Ciuvascia
La Repubblica Ciuvascia (in russo Чувашская Республика?, Čuvašskaja Respublika; in ciuvascio: Чăваш Республики, Çăvaš Respubliki), chiamata anche Ciuvascia (in russo Чувашия?, Čuvašija; in ciuvascio Чăваш Ен, Çăvaš En) è una Repubblica della Federazione Russa.
Agricoltura, sfruttamento forestale e del sottosuolo (torba e fosforite) sono le principali risorse della repubblica.
La capitale Čeboksary (496 000 abitanti) è un notevole porto sulla destra del fiume Volga e sede di un importante mercato agricolo (cereali) e di bestiame.
Conta numerose industrie alimentari, chimiche, elettrotecniche, tessili, meccaniche e del mobile. È sede universitaria.

## Geografia fisica
La Ciuvascia si trova proprio al centro della Russia europea, nel cuore della regione del Volga-Vjatka, a metà strada tra la città di Nižnij Novgorod e quella di Kazan'. Sebbene non sia territorialmente molto vasta, la Ciuvascia è una delle repubbliche a maggiore densità di popolazione con un ammontare di circa 1 160 000 abitanti.

## Storia
Le prime popolazioni a lasciare traccia dei loro insediamenti nella regione furono quelle della Cultura della ceramica a pettine. Successivamente le popolazioni indoeuropee della Cultura della ceramica cordata si spostarono nell'area fondando i primi villaggi. Di una certa importanza anche la Cultura di Abaševo, dal nome dell'omonima località. I diretti antenati dei ciuvasci sono le popolazioni unne dei bulgari e dei Suvari che abitavano nel Caucaso settentrionale tra il V e l'VIII secolo. Tra il 630 ed il 660 sorse lungo la costa del Mar Nero la Grande Bulgaria i cui abitanti intorno al 670 si spostarono gradatamente lungo le rive del Volga. A sud del territorio occupato dalle popolazioni bulgare si insediarono quelle dei Suvari sfuggite all'invasione araba tra il 732 e il 737 e insediatesi lungo il corso medio del Volga. Intorno al IX secolo le popolazioni della valle del Volga si unirono dando vita ad una nuova realtà nazionale nota come Bulgaria del Volga. È nel lento processo di assimilazioni tra bulgari e suvari avvenuto tra X e XIII secolo che si può individuare la popolazione da cui si sono originati gli odierni ciuvasci.
È divisa in ventuno rajon e cinque città.
Una delle organizzazioni che promuovono la divulgazione della cultura e della storia ciuvascia è il Movimento Nazionale Ciuvascio, sorto nel XIX secolo.

## Suddivisioni

### Rajon
- Alatyrskij rajon (Алатырский район)
- Alikovskij rajon (Аликовский район)
- Batyrevskij rajon (Батыревский район)
- Čeboksarskij rajon (Чебоксарский район)
- Civil'skij rajon (Цивильский район)
- Ibresinskij rajon (Ибресинский район)
- Jadrinskij rajon (Ядринский район)
- Jal'čikskij rajon (Яльчикский район)
- Jantikovskij rajon (Янтиковский район)
- Kanašskij rajon (Канашский район)
- Komsomol'skij rajon (Комсомольский район)
- Kozlovskij rajon (Козловский район)
- Krasnoarmejskij rajon (Красноармейский район)
- Krasnočetajskij rajon (Красночетайский район)
- Mariinsko-Posadskij rajon (Мариинско-Посадский район)
- Morgaušskij rajon (Моргаушский район)
- Poreckij rajon (Порецкий район)
- Šemuršinskij rajon (Шемуршинский район)
- Šumerlinskij rajon (Шумерлинский район)
- Urmarskij rajon (Урмарский район)
- Vurnarskij rajon (Вурнарский район)

### Città
- Alatyr' (Алатырь)
- Bol'šie Jal'čiki (Большие Яльчики)
- Čeboksary (Чебоксары)
- Civil'sk
- Jadrin
- Kanaš (Канаш)
- Kozlovka
- Mariinskij Posad
- Novočeboksarsk (Новочебоксарск)
- Šumerlja (Шумерля)

## Festa nazionale
La Festa della Repubblica Ciuvascia ricorre il 24 giugno.